# Rani Mukerji
Rani Mukerji (Calcutá, 21 de março de 1978) é uma atriz indiana. Estrela de filmes de Bollywood, já recebeu seis vezes o prêmio de melhor atriz no Filmfare Award, se tornando a artista mais premiada neste evento.

## Carreira

### Primeiros Trabalhos
Depois de uma curta aparição num filme de seu pais em 1992, Mukerji fez a sua estreia como atriz quatro anos depois como protagonista do filme Raja Ki Aayengi Baraat (1996). A sua performance como uma vítima de estupro foi bem recebida pela crítica, contudo o filme fracassou nas bilheterias, por isso ela regressou à faculdade para terminar a sua formação.
Rani regressou ao cinema em 1998. O seu primeiro filme nesse ano foi Ghulam, onde contracenou com Aamir Khan. O filme foi um sucesso. Na estreia de Karan Johar como director, com o filme Kuch Kuch Hota Hai, ela contracenou com Shah Rukh Khan e Kajol, e também foi um sucesso. Este filme rendeu a Rani o primeiro Filmfare Awards da sua carreira, onde foi premiado na categoria de Melhor Atriz Secundária.
Ela continuou a sua carreira com vários projetos, no entanto a maior parte deles fracassou nas bilheteiras. Embora Badal, tenha sido um dos filmes mais bem sucedidos de 2000, ela ainda assim não conseguiu estabelecer o seu nome na indústria cinematográfica. 
Em 2001, Mukerji estrelou no filme Chori Chori Chupke Chupke, de Abbas Mustan, contracenando com Salman Khan e Preity Zinta. O filme foi lançado depois do atraso de um ano. Rani no seu papel como Priya Malhotra, uma mulher que não era capaz de conceber um filho, e por isso contrata uma barriga de aluguel. Em 2002, Mukerji desempenhou o papel principal no filme Mujhse Dosti Karoge!, de Kunal Kohli, contracenando ao lado de Hrithik Roshan e Kareena Kapoor. Embora o filme não tenha tido bons resultados na Índia, foi muito bem sucedido no exterior e marcou a entrada de Mukerji na casa de produção Yash Raj Films. Mais tarde nesse ano, Rani estrelou no filme Saathiya, de Shaad Ali, contracenando ao lado de Vivek Oberoi. O filme obteve um sucesso moderado e se tornou um dos filmes mais bem sucedidos desse ano. Nesse filme ela desempenhou o papel de Suhani Sharma, uma estudante de medicina que lida com as tensões e descontentamentos de sua vida de casada. Este filme valeu-lhe o prémio Filmfare na categoria de Prémio da Crítica pelo Melhor Desempenho entre várias outras nomeação recebeu pela primeira vez a nomeação para Melhor Atriz.

### De 2003 até à atualidade
O primeiro filme de Mukerji em 2003 foi o drama Chalte Chalte de Aziz Mirza, onde contracenou com Shah Rukh Khan. Este filme valeu-lhe a segunda nomeação para melhor atriz no Filmfare Awards. Outro dos lançamentos desse ano foi Chori Chori, este foi o primeiro papel cômico de Rani no cinema, e embora o filme não tivesse sido bem sucedido, a atuação de Mukerji foi louvada pela crítica.
Em 2004, a sua atuação como uma esposa bengali, no filme Yuva, de Mani Ratnam rendeu-lhe o seu segundo prêmio Filmfare na categoria de Melhor Atriz Secundária. Depois disso ela desempenhou o papel principal na coméida romântica Hum Tum, que se tornou num dos maiores êxitos do ano. Este filme, dirigido por Kunal Kohli, foi baseado na película de 1989 When Harry Met Sally.... Rani no papel de Rhea Sharma, ganhou vários prémios, incluindo o seu primeiro prémio Fillmfare na categoria de Melhor Atriz. 
O seu último filme desse ano foi a saga romântica Veer-Zaara, de Yash Chopra, onde contracenou com Shah Rukh Khan e Preity Zinta. Este filme tornou-se no mais bem sucedido do ano na Índia e no exterior. A história é sobre uma história de amor entre um oficial indiano, Veer Pratap Singh, e uma mulher paquistanesa, Zaara. Mukerji desempenhou o papel de Saamiya Siddiqui, uma advogada paquistanesa que toma como missão descobrir a verdade acerca de Veer Pratap Singh.
Em 2005, Mukerji estreleu quatro filmes importantes, Black de Sanjay Leela Bhansali, Bunty Aur Babli de Shaad Ali, Paheli de Amol Palekar e The Rising de Ketan Mehta. A sua performance mais aplaudida foi no filme Black. Quando Bhansali primeiro veio até ela com a oferta para fazer o personagem principal ela primeiro recusou, afirmando que não se sentia suficientemente confiante para desempenhar o papel de uma moça cega surda e muda. Mas visto que o diretor mostrou confiança nela, Rani concordou e estudou intensamente a linguagem de sinais junto com os profissionais do Instituto Helen Keller de Mumbai. Mukerji foi aclamada pela sua performance e recebeu vários prémios na categoria de melhor atriz em várias cerimônias de entrega de prêmios. O seu filme seguinte, Bunty Aur Babli, emergiu como um dos maiores sucessos do ano. O filme apesar de ter sido bem sucedido nas bilheteiras não gerou consenso entre os críticos.
Mais tarde foi oferecido a Mukerji o papel principal no filme de Hollywood The Namesake (2007), do realizador Mira Nair, mas devido a problemas de agenda com a rodagem de Kabhi Alvida Naa Kehna, ela teve de recusar o papel. O seu primeiro filme de 2006 foi o já mencionado Kabhi Alvida Naa Kehna, uma drama de Karan Johar, que consistiu num elenco de várias estrelas que incluíam Amitabh Bachchan, Shah Rukh Khan, Abhishek Bachchan, Preity Zinta, Kirron Kher e Arjun Rampal. O filme estreou com opiniões diversas da parte dos críticos, mas tornou-se num dos maiores sucessos de sempre do cinema indiano no exterior. Ela recebeu várias nomeações na categoria de Melhor Atriz, e ganhou o seu primeiro prémio da IIFA na categoria de Melhor Atriz, pelo terceiro ano consecutivo. O filme seguinte de Mukerji foi Baabul de B.R. Chopra. O filme não teve um bom desempenho na Índia mas se tornou um sucesso no exterior.
O primeiro filme de Rani em 2007 foi Ta Ra Rum Pum, onde ela desempenhou o papel de uma pianista que se torna esposa de um piloto de automóveis. Este filme obteve um êxito moderado. O seus últimos filmes de 2007 foram o drama Laaga Chunari Mein Daag de Pradeep Sarkar, e Saawariya de Sanjay Leela Bhansali. Estes dois filmes receberam críticas negativas e foram um fracasso comercial na Índia.